# أندرو دينتون
أندرو دينتون (بالإنجليزية: Andrew Denton)‏ هو مقدم تلفزيوني أسترالي، ولد في 4 مايو 1960 في سيدني في أستراليا.

## وصلات خارجية
- أندرو دينتون على موقع IMDb (الإنجليزية)
- أندرو دينتون على موقع ديسكوغز (الإنجليزية)
- أندرو دينتون على موقع قاعدة بيانات الفيلم (الإنجليزية)